# 愛媛県立新居浜工業高等学校
愛媛県立新居浜工業高等学校（えひめけんりつにいはまこうぎょうこうとうがっこう）は、愛媛県新居浜市にある工業高等学校。
略称は「新工（にいこう）」である。

## 概説
新居浜市及びその隣接都市では唯一の工業高校となる。よって生徒は新居浜市内を中心に近隣の西条市や四国中央市からも通学する。卒業後の進路は過半数が就職し(新居浜は低所得世帯が多いため)、その他の進路は4年制大学（工業高校出身者用特別推薦枠・スポーツ推薦での進学がほとんど）、専門学校への進学や工業高専4年次への編入学である。2007年（平成19年）で創立70周年を迎え、新入生の制服がブレザーへ変更になった。

## 設置学科
- 全日制
  - 機械科
  - 電子機械科
  - 電気科
  - 情報電子科
  - 環境化学科

## 沿革
- 1901年11月8日 - 新居郡立農学校を設立。
- 1922年4月1日 - 県立に移管し愛媛県立新居農業学校となる。
- 1937年4月1日 - 愛媛県立新居農業学校を改組、愛媛県立新居農工学校とする。
- 1938年4月1日 - 愛媛県立新居浜工業学校として独立。
- 1948年4月1日 - 愛媛県立新居浜工業高等学校に改組。
- 1949年9月1日 - 愛媛県立新居浜西高等学校工業部となる。
- 1952年4月1日 - 愛媛県立新居浜工業高等学校として独立。

## 主な出身者
- 福西崇史 - 元サッカー選手・元日本代表
- 伊藤宏樹 - 元サッカー選手
- 青野慎也 - 元サッカー選手
- 工藤直人 - 元サッカー選手
- 越智靖朗 - 元プロ野球選手
- 真鍋和人 - ロサンゼルス五輪・重量挙げ52kg級銅メダリスト
- 守谷史男 - 画家
- 篠原とおる - 漫画家
- 津島利章 - 作曲家・仁義なき戦いシリーズなど